# Jordánská národní galerie výtvarného umění
Jordánská národní galerie výtvarného umění (anglicky Jordan National Gallery of Fine Arts, JNGFA, arabsky المتحف الوطني للفنون الجميلة في الأردن) je muzeum současného umění v Ammánu v Jordánsku.
Bylo založeno v roce 1980 Královskou společností výtvarných umění. Oficiální inaugurace se konala pod záštitou tehdejšího krále Husajna I. a královny Núr.
Stálá expozice muzea zahrnuje přes 2000 děl, a to obrazů, tisků, soch, fotografií, instalací, tkanin a keramiky více než 800 umělců z 59 zemí, především z Asie, Evropy a Afriky. Muzeum bylo rozšířeno a zrekonstruováno jordánským architektem Mohamedem al-Asadem (* 1961). Za to získal v roce 2007 cenu Aga Khan Award for Architecture.